# Jacques Forget

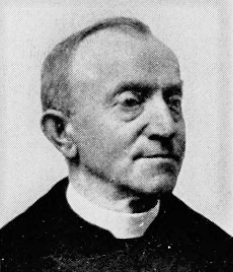
Jacques Forget

O abade Jacques Forget (Chiny, 6 de janeiro de 1852 - Louvain, 1933) foi um padre belga, estudioso da Bíblia e professor de árabe na Universidade Católica de Louvain.

## Vida
Jacques Forget nasceu em 6 de janeiro de 1852 em Chiny, Bélgica. Ele foi educado nos seminários de Bastogne e Namur. Ele estudou línguas semíticas em Roma, Beirute, Síria e na Universidade de Berlim. Forget foi ordenado em 1876.
Em 1885, Forget tornou-se professor na Universidade de Leuven, ensinando língua e literatura árabe; no ano seguinte, acrescentou teologia dogmática e siríaca. Ele fundou a Sociedade Africana, para missionários no Congo. Ele era um cônego honorário da catedral de Namur; e escreveu vários artigos para a Enciclopédia Católica.

Em 1895, ele participou do Congresso Internacional de Estudiosos Católicos em Bruxelas. Em 1905, ele participou do Congresso Internacional de Orientalistas em Argel. Ele também participou do Congresso Internacional de Apologética em 1910 em Vich, Suíça.